# Бюшгенс, Сергей Сергеевич
Сергей Сергеевич Бю́шгенс (25 сентября (7 октября) 1882, Москва — 29 марта 1963) — российский советский математик, заслуженный деятель науки РСФСР (1946).

## Биография
Дед С. С. Бюшгенса приехал в Россию из Голландии во второй половине XVIII века. Его дочь, мать С. С. Бюшгенса София, вышла замуж за русского учителя математики, который до рождения сына трагически погиб, не успев оформить свой брак. Родившийся 25 сентября ребёнок получил фамилию матери. Учился он в 4-й московской гимназии. Благодаря инспектору гимназии Д. Н. Королькову, он был полностью определён на казённый счёт.
Поступив на физико-математический факультет Московского университета, Бюшгенс зарабатывал на жизнь преподаванием в гимназии и репетиторством. В 1906 году по окончании университета был награждён золотой медалью за своё сочинение и оставлен Б. К. Млодзеевским на его кафедре. Большое влияние в это время оказал на Бюшгенса В. П. Горячкин, прививший ему интерес к приложениям математики к технике. Магистерский экзамен в 1908 году он сдавал вместе с Н. Н. Лузиным.
В университете ему было поручено чтение лекций курсов «Сферическая геометрия» и «Высшая алгебра». В 1915 году был издан его курс «Высшая алгебра», в 1915 и 1922 годах — курс «Теория определителей». Позже он стал читать курсы «Аналитическая геометрия» и «Дифференциальная геометрия», которые тоже стали учебниками.
Бюшгенсом было организовано в университете заочное обучение. Он активно участвовал в заседаниях Московского математического общества.
В 1922 году он назначен профессором; в 1933 году — стал доктором наук.
На инженерном отделении Сельскохозяйственной академии 21 сентября 1913 года им была основана кафедра «Высшей математики», которую он возглавлял до 1962 года. Когда в 1930 году инженерный факультет академии разделился на два самостоятельных учебных заведения — Московский институт механизации и электрификации сельского хозяйства (МИМЭСХ) и Московский гидромелиоративный институт — Бюшгенс стал профессором последнего.
Преподавал в Московском университете, профессор кафедры чистой математики/математики физико-математического факультета (1918—1930), кафедры высшей геометрии (1933—1943), кафедры высшей геометрии и топологии (1943—1953) механико-математического факультета МГУ.
В 1960—1961 годах возглавлял кафедру высшей математики и в «МИМЭСХ».
С. С. Бюшгенс награждён орденом Ленина; ему присвоено звание заслуженного деятеля науки РСФСР (1946).
Похоронен на 23 участке Введенского кладбища в Москве.
Сын — известный учёный в области механики полёта и прикладной аэродинамики, Георгий Сергеевич Бюшгенс.

## Научная деятельность
Уже в студенческом математическом кружке Бюшгенс опубликовал выдающиеся работы по дифференциальной геометрии, но его научная деятельность не ограничивалась рамками только этой дисциплины:
- Первый цикл его трёх статей в 1906—1908 годах был непосредственно связан с сочинением на тему «Об изгибании поверхностей постоянной кривизны».
- Следующий цикл статей в 1910—1917 годах завершился магистерской диссертацией в 1917 году — «Об изгибании поверхностей на главном основании»; заслугой здесь является то, что он нашёл уравнения, связывающие коэффициенты линейного элемента, координатные линии которого образуют главное основание изгибания.
- В 1925—1926 годах написаны статьи «О некоторых инвариантных семействах кривых», «О теореме Кёнигса», «О поверхностях с семейством плоских или сферических параллелей». В 1929 году С. С. Бюшгенс совместно с С. Д. Россинским опубликовал большое исследование «Об изгибании расслояемых конгруэнций».
- Период 1929—1939 годов посвящён применению метода комплексного переменного к теории плоских кривых, теории плоского движения и теории механизмов. Начало этому положено статьёй «Аналитический метод исследования плоского движения» в книге «Теория, конструкция и производство сельскохозяйственных машин» (под ред. В. П. Горячкина), где автор детально разрабатывает метод.
- С 1943 года работает над приложением дифференциальной геометрии к теории стационарных потоков. В 1944—1946 годах работает над новой теорией геометрии векторного поля.
- В 1948 году печатает отдельную статью в Записках Московского гидромелиоративного института, где доказывает основные положения теории винтового потока идеальной жидкости. В статьях 1951—1952 годов найдена геометрическая характеристика линий тока стационарного потока идеальной несжимаемой жидкости.

## Основные работы
- Высшая алгебра: курс, читанный в Императорском Московском университете в 1914-1915. — М.: Тип. В. И. Воронова, 1915. — 208 с.
- Теория определителей. Курс лекций, читанный в Императорском Московском университете в 1914-1915 году. — М.: Тип. В. И. Воронова, 1915. — 103 с.
- Аналитическая геометрия. Первый концентр Выпуск 1-й. — М.-Л.: ОНТИ Гос тех-теор изд, 1934. — 237 с.
- Аналитическая геометрия. В 2-х т. — М.-Л.: ГОНТИ, 1939. — 716 с. — 20 000 экз.
- Диференциальная (дифференциальная) геометрия. — М.: Госиздат технико-теоретической литературы, 1940. — 300 с. (Дифференциальная геометрия: учебник для государственных университетов. Изд. 2-е, испр. — М.: URSS; КомКнига, 2006. — 302 с. — ISBN 5-484-00450-0)